# Ærkebispedømmet Salzburg
Ærkebispedømmet Salzburg (latin: Archidioecesis Salisburgensis) er et romersk-katolsk stift i Østrig. Det omfatter delstaten Salzburg samt den nordøstlige del af Tyrol. Ærkebispedømmet Salzburg nyder en række privilegier, der giver det en unik stilling blandt verdens bispedømmer.
Bispedømmet Salzburg blev grundlagt i 739 og er det af Østrigs to katolske ærkebispedømmer, der har den ældste historie. Mellem 1328 og 1803 var Salzburg et fyrstærkebispedømme, hvor ærkebiskoppen også udøvede den verdslige magt i en del af ærkebispedømmet.
Salzburg ærkebispedømme er metropolitanbispedømme for ét af Østrigs to kirkeprovinser. Dets suffraganbispedømmer er Feldkirch bispedømme, Graz-Seckau bispedømme, Gurk bispedømme og Innsbruck bispedømme.

## Privilegier
Salzburgs ærkebiskop havde og har nogle rettigheder, der er unikke i den romersk-katolske kirke. På nogle specielle områder kan ærkebiskoppen træffe afgørelser uden at indhente pavens godkendelse. Ærkebiskoppen bliver heller ikke direkte udnævnt af paven. Paven kommer i stedet med tre forslag, som Salzburgs domkapitel kan vælge mellem. Fra 1072 til 1934 kunne Salzburgs ærkebiskop grundlægge såkaldte egenbispedømmer og udnævne disses biskopper uden at involvere paven.
Privilegierne kommer også til udtryk i titlerne legatus natus ("permanent (apostolsk) legat") og primus Germaniae ("Tysklands førende (biskop)") samt retten til at bære "legatpupur" både hjemme, og når de opholder sig i Rom.

## Historie

### Fra kloster til ærkebispedømme
Allerede omkring 450 e.Kr. skal der have fandtes et kloster ved det nuværende Salzburg. Dette blev sandsynligvis ødelagt i folkevandringstiden, men i 696 blev nye klostre grundlagt af Rupert af Salzburg. Bonifatius opnåede pavens anerkendelse af bispedømmet i 739, og i årene efter blev Salzburgs første katedral opført.
Allerede i 798 ophøjede pave Leo III Salzburg til ærkebispedømme efter initiativ fra Karl den Store. Sammen med suffraganbispedømmerne Freising, Neuburg, Passau, Regensburg og Brixen dækkede Salzburg hele det bayerske område inklusive dagens Østrig og store tilstødende områder. Østgrænsen blev først defineret ved årtusindeskiftet gennem oprettelse af Gran ærkebispedømme i Ungarn.

### Oprettelsen af egenbispedømme
Salzburg havde som eneste ærkebispedømme fået indrømmet friheden til at oprette såkaldte egenbispedømmer. Egenbispedømmernes biskopper blev indsat af Salzburgs ærkebiskop, ikke af paven. I alt oprettede forskellige ærkebiskopper fire egenbispedømmer på ærkebispedømmets store territorium. Disse var:
- Gurk i 1072
- Chiemsee i 1215
- Seckau i 1218 (i dag Graz-Seckau bispedømme)
- Lavant i 1228 (i dag Maribor bispedømme)

### Fyrsteærkebispedømmet Salzburg
Ærkebiskoppen af Salzburg var rigsfyrste i det Tysk-Romerske Rige og bar derfor titlen "fyrsteærkebiskop" (Fürsterzbischof). I løbet af 1200-tallet lykkedes det at opbygge en territorialstat omkring bispesædet, som omfattede nutidens delstat Salzburg og store områder af dagens Bayern og Tyrol samt mindre besiddelser i Kärnten, Krain og Steiermark. Salzburg var dermed det Tysk-Romerske Riges arealmæssigt største rigsstift, og det var også blevet uafhængigt af Bayern. Dette blev ikke mindst dokumenteret gennem Salzburgs egen forfatning, der blev vedtaget i 1328. Salzburg forsøgte at få kontrol over vigtige alpepas (bl.a. Felber Tauern, Hochtor og Katschberg). Da områderne syd for Alpernes hovedkam var for små og usammenhængende, lykkedes det imidlertid ikke Salzburg at kontrollere passene.
Bispedømmet oplevede en opblomstringstid i 1600-tallet, da flere bygninger i barokstil blev opført, ikke mindst anført af ærkebiskop Wolf Dietrich von Raitenau. Også nutidens Salzburger Dom stammer fra denne tid (indviet 1628). Gennem oprettelsen af Leoben bispedømme og udvidelsen af egenbispedømmerne blev ærkebispedømmets areal noget reduceret i løbet af 1700-tallet.
1803 blev samtlige kirkelige fyrstedømmer i det Tysk-Romerske Rige sekulariseret gennem Reichsdeputationshauptschluss. Salzburgs ærkebiskop mistede derved sin verdslige magt, men førte titlen "fyrsteærkebiskop" indtil 1918. Som eneste ærkebiskop blev imidlertid Salzburg først forskånet for at blive indlemmet i en nabostat. I stedet blev territoriet slået sammen med Eichstätt og Passau fyrstebispedømmer og Berchtesgaden fyrsteprovsti for at danne et eget kurfyrstedømme Salzburg. Det havde imidlertid en kort levetid: I 1805 blev Salzburg en del af Østrig og fik omtrent delstatens nuværende areal. De sidste grænsejusteringer skete i 1816, da Brixen-, Defereggen-, Leuken-, Tauern- og Zillertal kom under Tyrol. Af disse områder hører imidlertid Brixen-, Leuken- og halvdelen af Zillertal kirkelig set fortsat til Salzburg ærkebispedømme.